# オレクシー・ビエリク
オレクシー・ビエリク（Oleksiy Hryhorovych Byelik、1981年2月15日 - ）は、ウクライナの元サッカー選手。元ウクライナ代表。ポジションはフォワード。

## 来歴
2004年に2006 FIFAワールドカップ・ヨーロッパ予選でウクライナ代表デビュー。予選で8試合に出場、ウクライナ史上初のFIFAワールドカップ出場権を獲得した。2006 FIFAワールドカップにも出場した。2007年までに19試合に出場、5得点をあげた。

## 代表歴

### 出場大会
- ウクライナ代表
  - 2006 FIFAワールドカップ

### 試合数
- 国際Aマッチ 19試合 5得点（2004年-2007年）[1]

| ウクライナ代表 | 国際Aマッチ | 国際Aマッチ |
| 年             | 出場        | 得点        |
| -------------- | ----------- | ----------- |
| 2004           | 3           | 2           |
| 2005           | 7           | 0           |
| 2006           | 7           | 3           |
| 2007           | 2           | 0           |
| 通算           | 19          | 5           |